# Hallelujah (chanson de AAA)
Pour les articles homonymes, voir Alléluia (homonymie).
Singles de AAA
Dragon Fire
(2005) Shalala Kibou no Uta
(2006)
Hallelujah est le 5esingle du groupe AAA sorti sous le label Avex Trax le 15 février 2006 au Japon. Il atteint la 8e place du classement de l'Oricon et reste classé 8 semaines, pour un total de 27 814 exemplaires vendus.
Hallelujah a été utilisé comme thème d'ouverture pour le drama Gachi Baka!. Cette chanson est présente sur la compilation Attack All Around, sur les 2 albums remix, Remix Attack et AAA Remix ~non-stop all singles~, ainsi que sur l'album All et le mini album All/2.

## Liste des titres
| 1. | Hallelujah (ハレルヤ)                | Naho | H-Wonder | 3:55 |
| 2. | Hallelujah (instrumental) (ハレルヤ) | Naho | H-Wonder | 4:00 |

| 1. | Hallelujah (ハレルヤ) |  |

## Interprétations à la télévision
- Music Fighter (10 février 2006)
- Pop Jam (10 février 2006)